# ルシア・エチェバリア
ルシア・エチェバリア・デ・アステインサ（Lucía Etxebarría de Asteinza, 1966年12月7日 - ）は、スペイン・バレンシア出身の著作家（小説家・随筆家・詩人）。イサール・ベナージャス(Izar Benayas)という筆名を用いることもある。ホセ・アンヘル・マニャス、ガブリエラ・ブステロなどとともにネオリアリズムの世代に位置づけられる。

## 経歴
両親はバスク地方のビスカヤ県ベルメオ出身であり、エチェバリアとはバスク語の姓である。1966年、ルシア・エチェバリアは7人兄弟の7番目としてバレンシア地方バレンシアで生まれた。本来、バスク語姓のエチェバリア(Etxebarria)の「i」にはアクセント記号がなく、逆にスペイン語姓のエチェバリア(Echevarría)にはアクセント記号が付くが、彼女はEtxebarríaというミススペルを好んで用いる。マドリードにある大学で哲学とジャーナリズムを学び、まずウェイトレスとして、その後雑誌『ルータ66』と『ヌエボス・メディオス』で働いた。
初めて出版した書籍は、カート・コバーンとコートニー・ラブの小説風伝記『La historia de Kurt y Courtney: aguanta esto』（1996年）である。初の小説は1997年の『Amor, curiosidad, prozac y dudas』であり、アナ・マリア・マトゥテに称賛され、「クローネン世代」(Generacion Kronen)に位置づけられた。1998年には2作目の小説『Beatriz y los cuerpos celestes』を執筆し、ナダール賞を受賞した。2000年9月にはスコットランドに引っ越し、アバディーン大学で脚本の授業を受け持つとともに、また多くのセミナーや委員会に参加した。11月にはアバディーン大学の文学名誉教授の称号を与えられている。2001年にスペインに戻ると、2001年には『De todo lo visible y lo invisible』でプリマベーラ賞を受賞した。2001年には処女小説の『Amor, -』がミゲル・サンテスマセス監督によって映画化された。2004年にはイサール・ベナージャスという筆名で、若い母親から娘への日記形式の物語『Un milagro en equilibrio』を執筆した。最終候補に残ったフェラン・トラントとの一騎討ちを制してプラネータ賞を受賞し、副賞として約60万ユーロの賞金を手にした。
これらの書籍などに加えて多くの詩も出版しており、2004年には詩集『Actos de placer y amor』でバルセロナ詩賞を受賞した。女性解放論に関する随筆集を2冊出版し、また台本作家としても活動している。エチェバリアが手掛けた映画脚本には、『アイ・ラブ・ユー・ベイビー』（共同執筆）などがある。3年かけて執筆した作品の違法PDF版がインターネット上で出回ったこともあって電子書籍には否定的であり、2011年には違法ダウンロード撲滅を訴えて断筆宣言を行ったが、この宣言によってFacebookやTwitterのアカウントが炎上した。

## 作品

### 小説
- Amor, curiosidad, prozac y dudas (1997), (Love, Curiosity, Prozac and Doubts)
- Beatriz y los cuerpos celestes (1998), (Beatrice and the Heavenly Bodies)
- De todo lo visible y lo invisible (2001), (All Things Visible and Invisible)
- Una historia de amor como otra cualquiera (2003), (A Love Story Like All the Rest)
- Un milagro en equilibrio (2004), (A Miracle in the Balance)（紙一重の奇跡）
- Cosmofobia (2007), (Cosmophobia)
- "El contenido del silencio" (2012), (The Content of Silence)

### 伝記
- La historia de Kurt y Courtney: aguanta esto (1996), (The Story of Kurt and Courtney: Live Through This) – カート・コバーンとコートニー・ラブの小説風伝記
- Courtney y yo (2004), (Courtney and Me)

### 随筆
- La futura Eva, La letra futura (2000), (The Future Eve, Future Writing)
- En brazos de la mujer fetiche (2002), (In the Arms of the Fetish Woman)
- El club de las malas madres (2009), ゴジョ・ブストスとの共書

### 詩集
- Estación de Infierno (2001), (Hell Station)
- Actos de placer y amor (2005), (Acts of Pleasure and Love)

### その他
- Nosotras que no somos como las demas (1999) (We Who Are Not Like the Rest)
- Voces desde y hacia Palestina (2005), editor
- Ya no sufro por amor (2006), self-help (I No Longer Suffer for Love)
- Lo verdadero es un momento de lo falso (2010)
- "Tu corazón no está bien de la cabeza" (2013), self-help （"Ya no sufro por amor"の続編）

## 受賞歴
- 1998年 ナダール賞Beatriz y los cuerpos celestesに対して
- 2000年 アバディーン大学 文学名誉教授
- 2001年 プリマベーラ賞
- 2004年 プラネータ賞Un milagro en equilibrio(紙一重の奇跡)に対して
- 2004年 バルセロナ詩賞